# Placidochromis
Placidochromis är ett släkte av fiskar. Placidochromis ingår i familjen Cichlidae.

## Dottertaxa tillPlacidochromis, i alfabetisk ordning[1]
- Placidochromis acuticeps
- Placidochromis acutirostris
- Placidochromis argyrogaster
- Placidochromis boops
- Placidochromis borealis
- Placidochromis chilolae
- Placidochromis communis
- Placidochromis domirae
- Placidochromis ecclesi
- Placidochromis electra
- Placidochromis elongatus
- Placidochromis fuscus
- Placidochromis hennydaviesae
- Placidochromis intermedius
- Placidochromis johnstoni
- Placidochromis koningsi
- Placidochromis lineatus
- Placidochromis longimanus
- Placidochromis longirostris
- Placidochromis longus
- Placidochromis lukomae
- Placidochromis macroceps
- Placidochromis macrognathus
- Placidochromis mbunoides
- Placidochromis milomo
- Placidochromis minor
- Placidochromis minutus
- Placidochromis msakae
- Placidochromis nigribarbis
- Placidochromis nkhatae
- Placidochromis nkhotakotae
- Placidochromis obscurus
- Placidochromis ordinarius
- Placidochromis orthognathus
- Placidochromis pallidus
- Placidochromis phenochilus
- Placidochromis platyrhynchos
- Placidochromis polli
- Placidochromis rotundifrons
- Placidochromis subocularis
- Placidochromis trewavasae
- Placidochromis turneri
- Placidochromis vulgaris